# Kazachse Wikipedia
De Kazachse Wikipedia (Kazachs: Уикипедия) is een uitgave van de online encyclopedie Wikipedia in het Kazachs. De Kazachse Wikipedia ging in juni 2002 van start en telde in augustus 2013 meer dan 200.000 artikelen en meer dan 26.000 geregistreerde gebruikers. 